# Natació en aigües obertes al Campionat del Món de natació de 2017 – Equips
La prova per equips al Campionat del Món de natació de 2017 es va celebrar el 20 de juliol de 2017.

## Resultats
La cursa es va iniciar a les 10:00.
| Posició | Nacionalitat                                                                                     | Temps     |
| ------- | ------------------------------------------------------------------------------------------------ | --------- |
| 1       | França · Oceane Cassignol · Logan Fontaine · Aurelie Muller · Marc-Antoine Olivier               | 54:05.9   |
| 2       | Estats Units · Brendan Casey · Ashley Twichell · Haley Anderson · Jordan Wilimovsky              | 54:18.1   |
| 3       | Itàlia · Rachele Bruni · Giulia Gabbrielleschi · Federico Vanelli · Mario Sanzullo               | 54:31.0   |
| 4       | Austràlia · Kareena Lee · Jack Brazier · Kiah Melverton · Jack Alan McLoughlin                   | 54:42.9   |
| 5       | Regne Unit · Danielle Huskisson · Tobias Patrick Robinson · Timothy Shuttleworth · Alice Dearing | 54:51.1   |
| 6       | Brasil · Allan do Carmo · Viviane Jungblut · Ana Marcela Cunha · Fernando Ponte                  | 55:19.6   |
| 7       | Hongria · Janka Juhasz · Kristof Rasovszky · Melinda Novoszath · Gergely Gyurta                  | 55:23.7   |
| 8       | Alemanya · Finnia Wunram · Leonie Beck · Soren Detlef Meissner · Rob Frederik Muffelss           | 55:41.8   |
| 9       | Japó · Yohsuke Miyamoto · Yasunari Hirai · Yukimi Moriyama · Minami Niikura                      | 55:54.0   |
| 10      | Rússia · Sergey Bolshakov · Daria Kulik · Kirill Abrosimov · Mariia Novikova                     | 55:55.1   |
| 11      | Canadà · Richard Weinberger · Stephanie Horner · Eric Hedlin · Breanne Emma Joan Siwicki         | 55:58.3   |
| 12      | Sud-àfrica · Danie Marais · Chad Ho · Michelle Weber · Robyn Kinghorn                            | 56:05.3   |
| 13      | Argentina · Joaquin Moreno · Cecilia Biagioli · Julia Lucila Arino · Guillermo Bertola           | 56:43.4   |
| 14      | Equador · David Castro · Patricia Guerrero · Ivan Enderica Ochoa · Samantha Arevalo              | 58:01.2   |
| 15      | Israel · Yuval Safra · Shahar Resman · Chaya Simone Zabludoff · Eden Girloanta                   | 58:20.7   |
| 16      | República Txeca · Matej Kozubek · Vit Ingeduld · Alena Benesova · Lenka Sterbova                 | 58:32.2   |
| 17      | Mèxic · Arturo Ferrer · Martha Sandoval · Alfredo Villa Mejia · Maria Jose Cocco                 | 58:32.5   |
| 18      | Kazakhstan · Kenessary Kenenbayev · Xeniya Romanchuk · Nina Rakhimova · Lev Cherepanov           | 1:00:59.3 |
| 19      | Hong Kong · Chin Ting Keith Sin · Tsz Fung Tse · Hoi Man Lok · Tsz Yin Nip                       | 1:02:11.7 |